# 하자엘
하자엘은 구약 시대 아람의 임금으로 열왕기 하권과 역대기 하권 등에 자주 등장하며 이스라엘 왕국과 유다 왕국을 오랫동안 괴롭힌 왕이다.
원래는 아람의 전왕 벤 하닷 2세의 신하였으나 벤 하닷이 병이 들자 하느님의 사람을 만나 병을 치유할 수 있는지 물어보라는 명령으로 수도 다마스쿠스에서 선지자 엘리사를 만나 자신이 왕이 될 것을 알았다.
그리고 병이 치유될 수 있을 것이라고 거짓 보고를 한 뒤 밤에 벤 하닷 2세를 살해하고 왕위에 올랐다. 이후 하자엘은 요람 왕 재위기 때 이스라엘을 침공해 길르앗 라못까지 진격했고 예후의 재위기 때 다시 공격해 요르단강 동쪽의 갓, 르우벤, 므낫세 사람들이 살던 길앗과 아르논 강 곁의 아로에르에서 길앗과 바산에 이르는 광대한 지역을 빼앗았다.
그는 이스라엘 왕국 뿐만 아니라 유다 왕국도 공격했는데 유다의 요아스 왕 재위기 때 유다를 공격해 갓을 점령하고 수많은 보물들을 빼앗았으나 예루살렘을 공격하지 않고 철수했다. 하지만 하자엘은 이스라엘 공격은 멈추지 않아 여호아하스 왕 때 다시 아들 벤 하닷과 함께 유다를 공격해 이스라엘 군대를 거의 전멸시켰다.
하자엘은 여호아하스 왕이 살아 있는 내내 이스라엘을 공격했고 다음 왕인 여호아스 왕 때 죽었다. 그가 죽자 아들 벤 하닷 3세가 왕위에 올랐다.
| 전임 벤 하닷 2세 | 아람 다마스쿠스의 왕 | 후임 벤 하닷 3세 |